# 聖馬力諾市
聖馬力諾市是歐洲國家聖馬力諾的首都，位於意大利半島亞得里亞海海岸附近，圣马力诺最高峰蒂塔诺山西坡上。人口4,128人（2013年10月31日数据），為該國第三大城市。

## 歷史
由於是聖馬力諾的首都和以前唯一的城市，這座城市的歷史幾乎與聖馬力諾的歷史相同。
該城由聖馬利諾斯和幾名基督教難民於 301 年建立。從那時起，這座城市成為逃離羅馬迫害的基督教難民的中心。
這座城市的中心由聖馬利諾三塔保護著：第一座塔樓瓜伊塔建於 11 世紀，以堅不可摧而聞名，這在很大程度上阻止了對城市的襲擊。
由於十字軍東征，德拉弗拉塔於13世紀建成。但是，直到建造於14世紀的第三座塔蒙塔萊塔完成後 ，聖馬力諾要塞防禦系統才完成。
隨著城市人口的增加，該國的領土擴大了幾平方公里。由於聖馬力諾的政策不是入侵或使用戰爭來獲得新領土，因此聖馬力諾通過購買和條約獲得了構成該國的其他八個城堡。

## 地理
聖馬力諾市與阿夸维瓦、基耶萨诺瓦、 博爾戈馬焦雷、菲奧倫蒂諾相鄰。聖馬力諾市包含7個村。

## 經濟
聖馬力諾市經濟以旅遊業、郵票業、商業為主。
以每年超過三百萬人次遊客訪問聖馬力諾市，已逐步發展為一個旅遊中心。遊客中，85%是意大利人。城市共有一千多零售店，人們可以找到種類繁多的產品。

## 外部連結
维基共享资源上的相關多媒體資源：San Marino (city)
- （意大利文） giuntedicastello.sm的聖馬利諾介紹